# La Tour-de-Salvagny
La Tour-de-Salvagny település Franciaországban, Métropole de Lyon különleges státuszú nagyvárosban (métropole: nagyjából „megyei jogú város”). Lakosainak száma 4460 fő (2022. január 1.). La Tour-de-Salvagny Dommartin, Dardilly, Lentilly és Marcy-l’Étoile községekkel határos.

## Népesség
A település népességének változása:
| Lakosok száma | 3922 | 4071 | 4157 | 4050 | 4040 | 4117 | 4249 | 4272 | 4460 |
|               | 2013 | 2015 | 2016 | 2017 | 2018 | 2019 | 2020 | 2021 | 2022 |